# Liu (músico)
Christian "Liu" de Almeida (Santana de Parnaíba, 2 de fevereiro de 1997) é um DJ, empresário e produtor musical brasileiro de música eletrônica. Em 2015 — ainda na universidade — lançou com Vokker a música "Don't Look Back", chamando a atenção do produtor musical Alok, que o apadrinhou.
É também dono do selo discográfico Chinatown, lançado em março de 2019. Atualmente, faz parte do casting da Entourage.

## Biografia e carreira

### Primeiros anos
Christian Liu de Almeida nasceu na cidade de Santana do Parnaíba, São Paulo, em 2 de fevereiro de 1997. Já na sua infância, Liu sempre teve contato com a música, com a sua mãe tocando piano e seu pai violão. Aos nove anos de idade seu pai lhe ensinou a tocar violão. Na época já ouvia MPB, bossa nova, rock, metal. Após escutar um remix de Benny Benassi para a música "California Dreamin'" do The Mamas & the Papas, passou a se interessar pela música eletrônica, fazendo suas próprias produções com o programa de computador FL Studio e estudando sozinho pelo YouTube.

### 2015-2017: Estreia como DJ e festivais
Liu iniciou faculdade de engenharia de produção elétrica na Universidade Federal de Santa Catarina (UFSC) em 2015, e nesse meio tempo, produziu a música "Don't Look Back" com Vokker depois de uma prova de cálculo em quatro horas. Em entrevista, ele comentou que a faixa ganhou bastante atenção por ter uma batida dançante com poucos elementos, ao contrário de todas as suas músicas anteriores que segundo ele, continham muitos elementos, fazendo com que suas canções não tivessem muitas execuções na internet. "Don't Look Back" chegou a posição de número #38 no Beatport e um milhão de execuções no Soundcloud. Após 6 anos atuando como produtor e finalmente tendo uma boa aceitação do público, ele decidiu abandonar a faculdade e se dedicar apenas na carreira de DJ. Ainda, ele ganhou pela rádio Metropolitana FM um concurso em que abriria o show do Capital Cities em São Paulo.
Depois de se apresentar no Tomorrowland em 2015, Liu entregou a Alok um material com parte de suas produções. Alok disse em entrevista: "o que mais chamou a atenção foi a singularidade do som dele: ele faz um trabalho original, o que é muito importante na cena hoje". Depois, a canção "Bolum Back" e "All I Want" foi lançada com produção dos dois, esta última em parceria com a banda australiana Stonefox, que havia lançado a música anteriormente. A faixa foi lançada pela gravadora Armada Deep, sub gravadora da Armada Music, fundada por Armin van Buuren. A faixa "Tufak" com Liu e Luke ST foi lançada em 2016, sendo uma das músicas mais pedidas, tendo um milhão de visualizações, somente no YouTube. Em 2017, foram lançadas as faixas "Groove", "Step Ahead" com participação de Hola Vano e "Temple" com Zerky. "Temple" é um remix de uma música de nome homónimo feita por Square a Saw com participação de Cory Friesenhan.
A música "Don't Be Scared" foi lançada em julho de 2017 no segundo extended play (EP) de Alok, intitulado Alok Presents Brazilian Bass Part 1, lançado pela Spinnin'. Em 2017, passou a integrar o casting da agência de eventos de Alok, Artist Factory.

### 2019-presente: "Nave Espacial" e contrato com a Universal
Tocada anteriormente em várias apresentações ao vivo, "Nave Espacial" foi lançada em dezembro de 2018, e conta com o vocal e composição de Samantha Machado. Samantha chegou com a letra quase pronta para o produtor, que alterou algumas partes e ambos tiveram a ideia do vocal ter uma temática espacial. Em entrevista, a cantora disse que a letra demorou cerca de um ano para ficar pronta, e ela pegou ideias com seu marido, Sandrão RZO. "A letra tomou conta quando decidi escrever um romance entre uma princesa da terra e um príncipe celeste, ou seja, um amor separado entre dois mundos.", disse. A canção acabou sendo a primeira com o lançamento de um videoclipe lançado por Liu. O clipe foi gravado em Curitiba, Paraná no Parque Estadual, produzido pela Pixel2 Filmes e dirigido por Murilo Ribeiro. A canção contém uma letra marcante, batida forte com um timbre potente de Samantha. Seu gênero engloba o pop com batidas características do bass. O videoclipe ultrapassou a marca de 1 milhão de visualizações no YouTube em janeiro de 2019, um mês depois da sua estreia. A música também recebeu uma versão remix em funk ostentação 150 BPM (batidas por minuto), intitulada "Hoje É Sexo Na Rave" por DJ GBR.
Depois de lançar músicas em várias gravadoras, em agosto de 2019 ele assinou um contrato com a Universal Music Brasil para lançamento e distribuição de suas músicas. "Fazer parte do time da Universal Music é com certeza um marco importante dentro da minha carreira. Sem dúvida, é mais uma forma de expandir nosso som e atingir cada vez mais um número maior de pessoas", disse ele. Logo depois, foi lançado a música "Me Cura" em 9 de agosto de 2019, composta por Ana Muller e com vocal de Clara Valverde. A canção possui uma letra triste, porém sua batida é animadora ao mesmo tempo.
Em 14 de maio de 2021 a canção "Fica Bem" foi lançada com Malifoo e vocal de Gabriel Porto pela Sony Music Brasil. Gabriel, vocalista e compositor da música, em entrevista para o site PlayBPM, disse: "Vi durante toda minha vida pessoas maravilhosas que transformavam o choro em samba, toda essa poesia se conectando com algo tão incrível e gigante que é um abraço, mas ao mesmo tempo singelo e sereno." A canção entrou na parada de singles da Crowley, Top 100 Brasil na posição de número #71 e atingiu o pico de #5 na Top 10 Pop Nacional.
Em abril de 2023 foi anunciada a chegada do DJ pela agência Entourage. Em novembro de 2023 estreou na lista Top 100 DJ's na posição #98. Em janeiro de 2024 foi anunciado que o DJ irá se apresentar pela primeira vez no palco do festival de música eletrônica Tomorrowland na Bélgica em 27 de julho do mesmo ano.

## Discografia

### Extended plays(EP)
| Título         | Detalhes                                                                                           |
| -------------- | -------------------------------------------------------------------------------------------------- |
| Dial EP        | - Lançamento: 29 de outubro de 2021 - Gravadora: Universal Music Group - Formato: Download digital |
| Be Everyday EP | - Lançamento: 9 de dezembro de 2022 - Gravadora: Universal Music Group - Formato: Download digital |

### Singles

#### Como artista principal
| Título                                                                                      | Ano  | Melhores posições nas tabelas | Melhores posições nas tabelas | Certificações | Álbum                               |
| Título                                                                                      | Ano  | BRA                           | BRA Pop                       | Certificações | Álbum                               |
| ------------------------------------------------------------------------------------------- | ---- | ----------------------------- | ----------------------------- | ------------- | ----------------------------------- |
| "U Gotta Say"                                                                               | 2015 | —                             | —                             |               | Não incluso em álbum                |
| "Groove"                                                                                    | 2015 | —                             | —                             |               | Não incluso em álbum                |
| "Don't Look Back" (com participação de Vokker)                                              | 2015 | —                             | —                             |               | Não incluso em álbum                |
| "All I Want" (com Alok com participação de Stonefox)                                        | 2017 | —                             | —                             |               | Não incluso em álbum                |
| "Bolumback" (com Alok)                                                                      | 2017 | —                             | —                             |               | Não incluso em álbum                |
| "Tufak" (com Luke ST)                                                                       | 2017 | —                             | —                             |               | Não incluso em álbum                |
| "Step Ahead" (com Vano)                                                                     | 2017 | —                             | —                             |               | Não incluso em álbum                |
| "Temple" (com Zerky)                                                                        | 2017 | —                             | —                             |               | Não incluso em álbum                |
| "Pirate" (com GenX)                                                                         | 2017 | —                             | —                             |               | Não incluso em álbum                |
| "Don't Be Scared"                                                                           | 2017 | —                             | —                             |               | Alok Presents Brazilian Bass Part 1 |
| "Coastline" (com Zerky)                                                                     | 2017 | —                             | —                             |               | Não incluso em álbum                |
| "Dorime" (com Religare)                                                                     | 2018 | —                             | —                             |               | Não incluso em álbum                |
| "Still Alive" (com Kohen & Dan K)                                                           | 2018 | —                             | —                             |               | Não incluso em álbum                |
| "Think Fast"                                                                                | 2018 | —                             | —                             |               | Summer Eletrohits 2019              |
| "Don't Stop" (com Dzeko)                                                                    | 2018 | —                             | —                             |               | Não incluso em álbum                |
| "Nave Espacial" (com Samantha Machado)                                                      | 2019 | —                             | —                             |               | Não incluso em álbum                |
| "Dali"                                                                                      | 2019 | —                             | —                             |               | Não incluso em álbum                |
| "I Don't Wanna" (com MOTi e Raphaela)                                                       | 2019 | —                             | —                             |               | Club Zero Cool, Vol. 2              |
| "Me Cura" (com Ana Müller e Clara Valverde)                                                 | 2019 | —                             | —                             |               | Não incluso em álbum                |
| "Blue Sky" (com The Fish House e J Fitz)                                                    | 2020 | —                             | —                             |               | Não incluso em álbum                |
| "Perfume (Liu Remix)" (com Konai com participação de kamaitachi)                            | 2020 | —                             | —                             |               | Não incluso em álbum                |
| "Children of a Dream" (com Pynno com participação de Kirrat Amosa)                          | 2020 | —                             | —                             |               | Não incluso em álbum                |
| "For You" (com Pynno e Kali J)                                                              | 2020 | —                             | —                             |               | Não incluso em álbum                |
| "Back Around" (com GenX & Vicenzi)                                                          | 2021 | —                             | —                             |               | Não incluso em álbum                |
| "Fica Bem" (com Malifoo com participação de Gabriel Porto)                                  | 2021 | 71                            | 5                             |               | Não incluso em álbum                |
| "The Lion" (com Dubdogz e Hard Lights com participação de Sara Sangfelt)                    | 2021 | —                             | —                             |               | Não incluso em álbum                |
| "Burning Up"                                                                                | 2021 | —                             | —                             |               | Não incluso em álbum                |
| "Dial (Squid)"                                                                              | 2021 | —                             | —                             |               | Dial - EP                           |
| "Bandidara"                                                                                 | 2021 | —                             | —                             |               | Dial - EP                           |
| "Drive (By Your Lie)" (com Quarantino)                                                      | 2021 | —                             | —                             |               | Não incluso em álbum                |
| "Hanging Tree" (com Hawk & Erjona Sylejmani)                                                | 2021 | —                             | —                             |               | CONTROVERSIA by Alok, Vol. 004      |
| "Be Real" (com participação de AJ Brown)                                                    | 2021 | —                             | —                             |               | Não incluso em álbum                |
| "Lost at Sea" (com Cazt com participação de AJ Brown)                                       | 2022 | —                             | —                             |               | Não incluso em álbum                |
| "Ringtone Drop (Radio Edit)"                                                                | 2022 | —                             | —                             |               | Não incluso em álbum                |
| "Close to Me" (com Sevek)                                                                   | 2022 | —                             | —                             |               | Não incluso em álbum                |
| "Stuck On You" (com Tom Enzy com participação de LissA)                                     | 2022 | —                             | —                             |               | Não incluso em álbum                |
| "Ai Papi" (com JØRD)                                                                        | 2022 | —                             | —                             |               | Não incluso em álbum                |
| "Dancing" (com Dubdogz e Dubdisko)                                                          | 2022 | —                             | —                             |               | Não incluso em álbum                |
| "Be Everyday" (com Vokker e Advent)                                                         | 2022 | —                             | —                             |               | Be Everyday EP                      |
| "Baila (La Banda)" (com Mojjo)                                                              | 2023 | —                             | —                             |               | Não incluso em álbum                |
| "Cometa" (com Ghabe com participação de Theff)                                              | 2023 | —                             | —                             |               | Não incluso em álbum                |
| "Don't Step On My Nikes" (com Carta)                                                        | 2023 | —                             | —                             |               | Não incluso em álbum                |
| "Run It Up" (com Edson Faiolli)                                                             | 2023 | —                             | —                             |               | Não incluso em álbum                |
| "—" denota itens que não entraram nas tabelas musicais ou não foram lançados no território. |      |                               |                               |               |                                     |

## Trabalhos de produção e remixes
| Canção                                         | Ano  | Artista                            | Álbum                                            |
| ---------------------------------------------- | ---- | ---------------------------------- | ------------------------------------------------ |
| "Progressive Life"                             | 2013 | Liu                                | Não incluso em álbum                             |
| "Bag of Bliss (Liu's Chill Out Remix)"         | 2014 | Sid le Rock                        | Não incluso em álbum                             |
| "Silent Cries (Liu Dubstep Remix)"             | 2014 | Danny Darko part. Lulu Falemara    | Não incluso em álbum                             |
| "Emperor (Liu Deep House Remix)"               | 2014 | Ali Love                           | Não incluso em álbum                             |
| "Some Chords (Liu Remix)"                      | 2015 | deadmau5                           | Não incluso em álbum                             |
| "Outside (Liu Remix)"                          | 2015 | Calvin Harris part. Ellie Goulding | Não incluso em álbum                             |
| "Shades of Grey (Liu Future Sexy House Remix)" | 2015 | Oliver Heldens part. Shaun Frank   | Não incluso em álbum                             |
| "My Love (Liu Chillin House Remix)"            | 2015 | Route 94                           | Não incluso em álbum                             |
| "See You Again (Liu Remix)"                    | 2015 | Wiz Khalifa part. Charlie Puth     | Não incluso em álbum                             |
| "Break Up"                                     | 2016 | Liu                                | Brazilian G (Mixed & Compiled by Malik Mustache) |
| "What U Want (Liu Remix)"                      | 2016 | Vintage Culture                    | Vintage Culture & Friends                        |
| "Tá Pra Nascer Quem Não Gosta (Liu Remix)"     | 2017 | Seakret, Ricci com Rael            | Tá Pra Nascer Quem Não Gosta (Remix Pack)        |
| "O Sol (Liu Remix)"                            | 2018 | Vitor Kley                         | Não incluso em álbum                             |
| "Dancin' (Liu Remix)"                          | 2018 | Aaron Smith                        | Não incluso em álbum                             |
| "Não Vou Mentir (Liu Remix)"                   | 2018 | Lagum                              | Não incluso em álbum                             |
| "Crank It (Liu Remix)"                         | 2020 | Breaking Beattz                    | Não incluso em álbum                             |
| "sadder badder cooler (Liu Remix)"             | 2020 | Tove Lo                            | Não incluso em álbum                             |
| "I Miss U (Liu Remix)"                         | 2021 | Jax Jones part. Au/Ra              | Não incluso em álbum                             |
| "Regardless (Liu Remix)"                       | 2021 | Raye com Rudimental                | Euphoric Sad Songs (Dance Edition)               |
| "A Vida É Boa com Você (Liu Remix)"            | 2022 | Bryan Behr                         | Bryan Behr - Remix Pack                          |